# Suíça nos Jogos Olímpicos de Verão da Juventude de 2010
A Suíça participou dos Jogos Olímpicos de Verão da Juventude de 2010 em Cingapura. Sua delegação foi composta de 22 atletas que competiram em dez esportes. O país conquistou uma prata e dois bronzes.

## Medalhistas
| Medalha | Nome               | Esporte   | Evento                       | Data         |
| ------- | ------------------ | --------- | ---------------------------- | ------------ |
| Prata   | Andrina Schlaepfer | Atletismo | 1000 m feminino              | 23 de agosto |
| Bronze  | Noemi Zbaeren      | Atletismo | 100 m com barreiras feminino | 21 de agosto |
| Bronze  | Jasmin Mischler    | Tiro      | Carabina de ar 10 m feminino | 25 de agosto |

## Atletismo
| Evento                       | Atleta             | Qualificação | Qualificação | Final     | Final        |
| Evento                       | Atleta             | Resultado    | Posição      | Resultado | Posição      |
| ---------------------------- | ------------------ | ------------ | ------------ | --------- | ------------ |
| 1000 m feminino              | Andrina Schlaepfer | 2:46.09      | 3º (3º q1)   | 2:43.84   | [ 3 ]        |
| Lançamento de dardo feminino | Nathalie Meier     | 49,43        | 4º           | 48,61     | 7º (Final A) |
| 100 m com barreiras feminino | Noemi Zbaeren      | 13.78        | 5º (3º q2)   | 13.50     | [ 7 ]        |

## Ciclismo
| Prova                     | Equipe          | Corta-mato | Corta-mato | Contra-relógio | Contra-relógio | BMX  | BMX   | Estrada masculino[n1] | Pontos | Pos. final |
| Prova                     | Equipe          | Fem.       | Masc.      | Fem.           | Masc.          | Fem. | Masc. | Estrada masculino[n1] | Pontos | Pos. final |
| ------------------------- | --------------- | ---------- | ---------- | -------------- | -------------- | ---- | ----- | --------------------- | ------ | ---------- |
| Equipes mistas combinadas | Linda Indergand | 5          |            | 1              |                | 24   |       |                       | 206    | 5º         |
| Equipes mistas combinadas | Marc Schaerli   |            |            |                | 30             |      |       | 72                    | 206    | 5º         |
| Equipes mistas combinadas | Michael Stuenzi |            | 61         |                |                |      |       | 40                    | 206    | 5º         |
| Equipes mistas combinadas | Romain Tanniger |            |            |                |                |      | 45    | Não completou         | 206    | 5º         |

↑  Na prova de estrada apenas a melhor pontuação foi considerada.

## Esgrima
| Evento                     | Atleta          | Qualificação | Qualificação | Oitavas-de-final        | Quartas-de-final   | Semifinais         | Final              | Pos. final |
| Evento                     | Atleta          | Oponente Resultado | Pos.         | Oponente Resultado      | Oponente Resultado | Oponente Resultado | Oponente Resultado | Pos. final |
| -------------------------- | --------------- | --- | ------------ | ----------------------- | ------------------ | ------------------ | ------------------ | ---------- |
| Espada individual feminino | Pauline Brunner | SIN R.H. Rahardja V 4-3 PLE Damyan Jaqman V 5-3 USA Katharine Holmes D 1-5 CHN Lin Sheng D 1-5 ITA Alberta Santuccio D 1-5 POL Martyna Swatowska D 3-5 | 9º           | GBR Amy Radford D 13-15 | Não avançou        | Não avançou        | Não avançou        | 9º         |

## Ginástica

### Ginástica artística
| Atleta          | Evento                       | Qualificação | Qualificação | Final por aparelhos | Final por aparelhos | Final individual geral | Final individual geral | Final individual geral | Final individual geral | Final individual geral | Final individual geral | Final individual geral | Final individual geral | Final individual geral | Final individual geral |
| Atleta          | Evento                       | Result.      | Pos.         | Result.             | Pos.                | Barras assimétricas    | Trave                  | Solo                   | Salto                  | Cavalo com alças       | Argolas                | Barras paralelas       | Barra fixa             | Total                  | Pos.                   |
| --------------- | ---------------------------- | ------------ | ------------ | ------------------- | ------------------- | ---------------------- | ---------------------- | ---------------------- | ---------------------- | ---------------------- | ---------------------- | ---------------------- | ---------------------- | ---------------------- | ---------------------- |
| Nadia Baeriswyl | Salto feminino               | 12.900       | 29º          | Não avançou         | Não avançou         |                        |                        |                        |                        |                        |                        |                        |                        |                        |                        |
| Nadia Baeriswyl | Barras assimétricas feminino | 12.300       | 17º          | Não avançou         | Não avançou         |                        |                        |                        |                        |                        |                        |                        |                        |                        |                        |
| Nadia Baeriswyl | Trave feminino               | 12.600       | 23º          | Não avançou         | Não avançou         |                        |                        |                        |                        |                        |                        |                        |                        |                        |                        |
| Nadia Baeriswyl | Solo feminino                | 12.450       | 20º          | Não avançou         | Não avançou         |                        |                        |                        |                        |                        |                        |                        |                        |                        |                        |
| Nadia Baeriswyl | Individual geral feminino    | 50.250       | 20º          |                     |                     | Não avançou            | Não avançou            | Não avançou            | Não avançou            |                        |                        |                        |                        | Não avançou            | Não avançou            |
| Oliver Hegi     | Solo masculino               | 12.300       | 38º          | Não avançou         | Não avançou         |                        |                        |                        |                        |                        |                        |                        |                        |                        |                        |
| Oliver Hegi     | Cavalo com alças masculino   | 13.400       | 16º          | Não avançou         | Não avançou         |                        |                        |                        |                        |                        |                        |                        |                        |                        |                        |
| Oliver Hegi     | Argolas masculino            | 13.650       | 16º          | Não avançou         | Não avançou         |                        |                        |                        |                        |                        |                        |                        |                        |                        |                        |
| Oliver Hegi     | Salto masculino              | 15.350       | 16º          | Não avançou         | Não avançou         |                        |                        |                        |                        |                        |                        |                        |                        |                        |                        |
| Oliver Hegi     | Barras paralelas masculino   | 12.550       | 27º          | Não avançou         | Não avançou         |                        |                        |                        |                        |                        |                        |                        |                        |                        |                        |
| Oliver Hegi     | Barra fixa masculino         | 13.750       | 12º          | Não avançou         | Não avançou         |                        |                        |                        |                        |                        |                        |                        |                        |                        |                        |
| Oliver Hegi     | Individual geral masculino   | 81.000       | 19º          |                     |                     |                        |                        | Não avançou            | Não avançou            | Não avançou            | Não avançou            | Não avançou            | Não avançou            | Não avançou            | Não avançou            |

### Ginástica de trampolim
| Evento   | Atleta         | Qualificação | Qualificação | Final   | Final |
| Evento   | Atleta         | Result.      | Pos.         | Result. | Pos.  |
| -------- | -------------- | ------------ | ------------ | ------- | ----- |
| Feminino | Simone Scherer | 58.000       | 8º           | 31.200  | 7º    |

## Hipismo
| Evento            | Atleta                                          | Cavalo        | Preliminares | Preliminares | Preliminares | Preliminares | Preliminares | Preliminares | Final       | Final       | Pos. final      |
| Evento            | Atleta                                          | Cavalo        | Rodada A     | Rodada A     | Rodada B     | Rodada B     | Rodada B     | Total A+B    | Penal.      | Tempo       | Pos. final      |
| Evento            | Atleta                                          | Cavalo        | Penal. salto | Pos.         | Penal. salto | Penal. tempo | Total B      | Total A+B    | Penal.      | Tempo       | Pos. final      |
| ----------------- | ----------------------------------------------- | ------------- | ------------ | ------------ | ------------ | ------------ | ------------ | ------------ | ----------- | ----------- | --------------- |
| Saltos individual | Martin Fuchs                                    | Midnight Mist | 8            | 16º          | 0            | 0            | 0            | 8            | Não avançou | Não avançou | 9º              |
| Saltos por equipe | Martin Fuchs (como integrante da equipe Europa) | Midnight Mist | 4            | 1º           | 4            | 0            | 4            | 8            | 4           | 141.03      | Medalha de ouro |

## Natação
| Evento                   | Atleta                 | Qualificação | Qualificação | Semifinais  | Semifinais   | Final       | Final       |
| Evento                   | Atleta                 | Resultado    | Posição      | Resultado   | Posição      | Resultado   | Posição     |
| ------------------------ | ---------------------- | ------------ | ------------ | ----------- | ------------ | ----------- | ----------- |
| 200 m livre feminino     | Annick van Westerndorp | 2:04.59      | 12º (2º q4)  |             |              | Não avançou | Não avançou |
| 400 m livre feminino     | Annick van Westerndorp | 4:20.17      | 9º (3º q2)   |             |              | Não avançou | Não avançou |
| 200 m borboleta feminino | Annick van Westerndorp | 2:20.91      | 18º (6º q2)  |             |              | Não avançou | Não avançou |
| 100 m livre feminino     | Danielle Villars       | 57.59        | 7º (3º q5)   | 57.22       | 7º (4º sf2)  | 57.72       | 8º          |
| 200 m livre feminino     | Danielle Villars       | 2:03.56      | 5º (3º q5)   |             |              | 2:04.89     | 8º          |
| 200 m costas feminino    | Danielle Villars       | 2:19.31      | 17º (6º q2)  |             |              | 1:03.40     | 5º          |
| 50 m borboleta feminino  | Danielle Villars       | 28.64        | 14º (4º q3)  | 28.59       | 14º (6º sf1) | Não avançou | Não avançou |
| 100 m borboleta feminino | Danielle Villars       | 1:02.80      | 18º (4º q3)  | Não avançou | Não avançou  | Não avançou | Não avançou |
| 100 m peito masculino    | Yannick Kaeser         | 1:05.19      | 15º (4º q3)  | 1:04.64     | 10º (6º sf1) | Não avançou | Não avançou |
| 200 m peito masculino    | Yannick Kaeser         | 2:19.78      | 9º (2º q1)   |             |              | 2:17.78     | 6º*         |

* Classificado com a desistência de outro atleta

## Remo
| Evento                  | Atleta             | Elim.   | Elim.       | Repescagem | Repescagem  | Semifinais | Semifinais   | Final   | Final        |
| Evento                  | Atleta             | Tempo   | Pos.        | Tempo      | Pos.        | Tempo      | Pos.         | Tempo   | Pos.         |
| ----------------------- | ------------------ | ------- | ----------- | ---------- | ----------- | ---------- | ------------ | ------- | ------------ |
| Skiff simples masculino | Augustin Maillefer | 3:32.84 | 4º (bat. 4) | 3:35.35    | 2º (rep. 2) | 3:39.76    | 6º (sf A/B1) | 3:30.61 | 3º (Final B) |

## Tiro
| Evento                        | Atleta          | Qualificação | Qualificação | Qualificação | Qualificação | Qualificação | Qualificação | Qualificação | Qualificação | Final       | Final       | Final       | Final       | Final       | Final       | Final       | Final       | Final       | Final       | Final       | Final       | Final             |
| Evento                        | Atleta          | 1            | 2            | 3            | 4            | 5            | 6            | Total        | Pos.         | 1           | 2           | 3           | 4           | 5           | 6           | 7           | 8           | 9           | 10          | Total final | Total       | Pos. final        |
| ----------------------------- | --------------- | ------------ | ------------ | ------------ | ------------ | ------------ | ------------ | ------------ | ------------ | ----------- | ----------- | ----------- | ----------- | ----------- | ----------- | ----------- | ----------- | ----------- | ----------- | ----------- | ----------- | ----------------- |
| Pistola de ar 10 m feminino   | Eliane Dohner   | 94           | 95           | 92           | 92           |              |              | 373          | 7º           | 8.2         | 8.2         | 8.4         | 9.3         | 10.5        | 9.2         | 9.1         | 5.8         | 8.3         | 9.3         | 86.3        | 459.3       | 8º                |
| Carabina de ar 10 m masculino | Jan Lockbihler  | 96           | 97           | 97           | 97           | 99           | 96           | 582          | 14º          | Não avançou | Não avançou | Não avançou | Não avançou | Não avançou | Não avançou | Não avançou | Não avançou | Não avançou | Não avançou | Não avançou | Não avançou | Não avançou       |
| Carabina de ar 10 m feminino  | Jasmin Mischler | 99           | 98           | 98           | 100          |              |              | 395          | 4º           | 10.2        | 10.7        | 9.6         | 10.4        | 10.3        | 9.9         | 10.5        | 10.3        | 10.5        | 10.7        | 103.1       | 498.1       | Medalha de bronze |

## Tiro com arco
| Evento               | Atleta                             | Qualificatória | Qualificatória | 1ª rodada                                   | Oitavas-de-final        | Quartas-de-final   | Semi-finais        | Final              | Pos. final |
| Evento               | Atleta                             | Resultado      | Pos.           | Oponente Resultado                          | Oponente Resultado      | Oponente Resultado | Oponente Resultado | Oponente Resultado | Pos. final |
| -------------------- | ---------------------------------- | -------------- | -------------- | ------------------------------------------- | ----------------------- | ------------------ | ------------------ | ------------------ | ---------- |
| Individual masculino | Axel Muller                        | 616            | 15º            | UKR Vitaliy Komonyuk V 6-2                  | KOR Park Min-Beom D 0-6 | Não avançou        | Não avançou        | Não avançou        | --         |
| Equipes mistas       | Axel Muller e FRA Laurie Lecointre |                |                | FIN Tanja Sorsa/ RUS Bolot Tsybzhitov D 4-6 | Não avançou             | Não avançou        | Não avançou        | Não avançou        | --         |

## Vela
| Evento             | Atleta              | Regata | Regata | Regata | Regata | Regata | Regata | Regata | Regata | Regata | Regata | Regata | Regata | Total | Posição |
| Evento             | Atleta              | 1      | 2      | 3      | 4      | 5      | 6      | 7      | 8      | 9      | 10     | 11     | M      | Total | Posição |
| ------------------ | ------------------- | ------ | ------ | ------ | ------ | ------ | ------ | ------ | ------ | ------ | ------ | ------ | ------ | ----- | ------- |
| Byte CII feminino  | Alexandra Rayroux   | 3      | 3      | 17     | 9      | 8      | 6      | 9      | 16     | 21     | OCS    | 19     | 18     | 108   | 13º     |
| Byte CII masculino | Sebastien Schneiter | 22     | 21     | 11     | 10     | 25     | 19     | 16     | DSQ    | 7      | 10     | 21     | 20     | 157   | 22º     |

Notas:
- M – Regata da Medalha
- OCS – On the Course Side of the starting line
- DSQ – Disqualified (Desclassificado)
- DNF – Did Not Finish (Não completou)
- DNS – Did Not Start (Não largou)
- BFD – Black Flag Disqualification (Desclassificado por bandeira preta)
- RAF – Retired after Finishing (Retirou-se após completar a prova)